# Myriopholis macrura
Myriopholis macrura es una especie de serpientes de la familia Sphaerodactylidae.

## Distribución geográfica yhábitat
Es endémica de Socotra (Yemen). Su rango altitudinal oscila entre 20 y 995 m s. n. m..